# Emovački Lug
Emovački Lug is een plaats in de gemeente Požega in de Kroatische provincie Požega-Slavonië. De plaats telt 43 inwoners (2001).